# Улица Дзержинского (Петергоф)
У́лица Дзержи́нского — улица в городе Петергофе Петродворцового района Санкт-Петербурга. Проходит от улицы Первого Мая до Ботанической улицы.
Изначально, с начала XX века, называлась Миха́йловской улицей. Этот топоним происходит от фамилии домовладельца.
В 1920-х годах Михайловскую переименовали в улицу Дзержинского — в честь революционера, председателя Всероссийской чрезвычайной комиссии Ф. Э. Дзержинского.